# Sarah Carmona
Sarah Carmona (Granada, siglo XX) es una historiadora y activista gitana hispano-francesa, primera mujer gitana en obtener un doctorado en Historia.

## Biografía
Gitana de padre y de madre. Es doctora en Historia del Arte y Arqueología. Primera gitana que obtuvo un doctorado en Historia.

### Trayectoria
Historiadora de etnia Rromaní, especializada en historia militar. En 2012 participó en el primer curso europeo sobre estudios gitanos, como coordinadora académica.  En 2020 enseñaba Filosofía e Historia en Bilbao. En 2022 es profesora de estética y semiología en la Universidad de Corte (CPES SARTÉNE).
 

Durante algún tiempo trabajó en Granada diseñando una actividad cultural en el Sacromonte. Más tarde, instalada ya en París, liderando una de las organizaciones más representativas del feminismo gitano europeo. En 2017 fue vicepresidenta de la Federación de Mujeres Rromà en París. Destaca su labor como activista en pro de los Derechos del Pueblo Rroma.
"La delincuencia no es cultural, sino que nace de la exclusión social".
Ha realizado aportes científicos al ámbito histórico del pueblo gitano. "Memoria e historia de la mujer gitana: un todo por hacer". "Gitanofobia, estereotipos y negación de la identidad en el ámbito académico"..  